# Leptometopa mcclurei
Leptometopa mcclurei är en tvåvingeart som beskrevs av Curtis W. Sabrosky 1964. Leptometopa mcclurei ingår i släktet Leptometopa och familjen sprickflugor. Inga underarter finns listade i Catalogue of Life.